# Pierres Meslières
Les Pierres Meslières est un site néolithique situé sur la commune de Saint-Géréon dans le département de la Loire-Atlantique. Il comprend une station néolithique et un ancien alignement de menhirs.

## Historique
Le site est découvert par Pitre de Lisle du Dreneuc en février 1877. Il est alors mentionné sous le nom de l'Étranglar. Alexandre Bernard, instituteur à Ancenis, va y recueillir par des collectes de surface une riche collection de matériel lithique durant la première moitié du XXe siècle.
Le site fut exploité à la période contemporaine pour l'extraction du grès destiné à l'empierrement des routes et à la fabrication de meules, d'où son nom de Pierres Meulières déformé en Pierres Meslières.

## Les menhirs

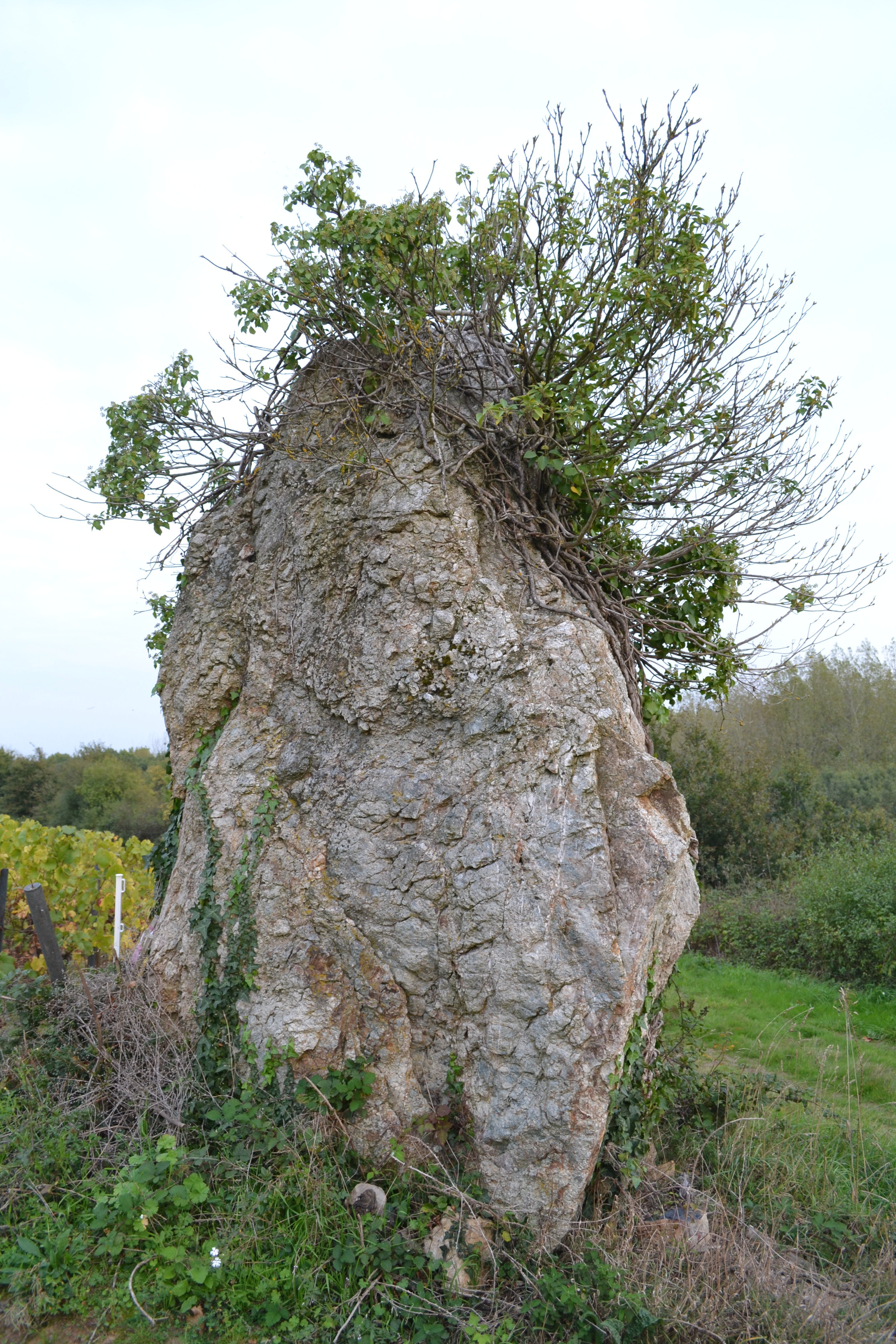
Le grand menhir

Dans sa description, Pitre de Lisle signale un alignement orienté est-ouest, très étiré, qui comporterait quatre menhirs. Le premier menhir côté ouest est en quartz. Il mesure 2,40 m de haut et son sommet est coupé. 32 m plus à l'est, il existe un second menhir de 1,85 m de hauteur. 26 m plus loin, sur la même ligne, à peu près au centre de la colline, le troisième menhir mesure 3,76 m de haut et son périmètre atteint 4,80 m à hauteur d'homme. Il est en quartzite veiné de quartz blanc ; le sommet est plus large que la base. A 114 m plus à l'est, deux pierres gisent à terre. Le quatrième menhir se trouve 62 m plus loin et mesure 1,80 m de hauteur. Pitre de Lisle signale la présence d'autres blocs, non redressés, qu'il suppose appartenir à l'alignement initial.
En 1925, Georges du Plessix dans son inventaire des sites préhistoriques de Loire-Inférieure, mentionne le site des Pierres Meslières mais demeure imprécis sur ses sources. Selon lui Léon Maître aurait indiqué qu'« il existait autrefois en cet endroit, un groupe de quarante-huit menhirs formant plusieurs lignes. En 1890, il en restait huit debout ». Cette assertion est difficilement compatible avec celle de Pitre de Lisle. 
Georges du Plessix ne mentionne d'ailleurs que quatre menhirs encore en place, comme Pitre de Lisle, ainsi décrits d'ouest en est :
| Menhir | Hauteur | Épaisseur | Largeur | Matériau |
| ------ | ------- | --------- | ------- | -------- |
| N°1    | 2,22 m  | 1 m       | 2 m     | quartz   |
| N°2    | 1,80 m  | 0,90 m    | 0,90 m  | quartz   |
| N°3    | 3,30 m  | 1,80 m    | 1,15 m  | quartz   |
| N°4    | 1,80 m  | 0,85 m    | 0,80 m  | quartz   |

Citant Pitre de Lisle, il lui attribue la description d'un dolmen alors que celui-ci ne signale que deux pierres gisant à terre, dont « une est carrée et aplatie comme une table de dolmen ». Gabriel Bellancourt mentionne avoir connu et photographié les quatre menhirs décrits par du Plessix, mais dès 1959 il n'en restait plus que deux, les deux autres ayant été brisés pour construire un puits.
Actuellement, deux menhirs sont encore visibles sur le site : le plus grand pourrait correspondre au N°3  de du Plessix, le plus petit au N°2 ou au N°4.

## Activités
Le rocher d'une quinzaine de mètres est équipé d'une vingtaine de voies d'escalade.
Un circuit de randonnée de 1,8 km passe au niveau du site des Pierres Meslières.